# Joseph Klausner
Joseph Gedaliah Klausner (en hebreo: יוסף גדליה קלוזנר‎); (Olkeniki, Imperio ruso, 20 de agosto de 1874 - Jerusalén, Israel, 27 de octubre de 1958), fue un historiador y profesor de literatura hebrea israelí. Fue el principal redactor de la Enciclopedia Hebraica. Fue candidato a presidente en las primeras elecciones presidenciales israelíes en 1949, perdiendo ante Chaim Weizmann. Klausner era el tío abuelo del autor israelí Amos Oz.

## Biografía
Joseph Klausner nació en Olkeniki, Gobernación de Vilna, Imperio ruso, en 1874. A principios del siglo XX, los Klausner abandonaron Lituania y se establecieron en Odesa. Klausner participó activamente en los círculos científicos, literarios y sionistas de la ciudad. Era un sionista comprometido que conocía personalmente a Theodor Herzl y asistió al Primer Congreso Sionista.
En 1912, Klausner visitó Eretz Israel por primera vez y se estableció allí en 1919. En 1925, se convirtió en profesor de literatura hebrea en la Universidad Hebrea de Jerusalén. Se especializó en la historia del período del Segundo Templo. Aunque no era judío ortodoxo, observaba shabat y el kashrut. Tenía un amplio conocimiento del Talmud y de la literatura midráshica.

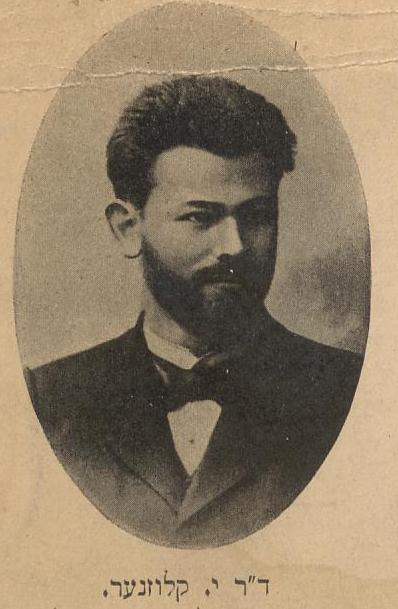
Un joven Joseph Klausner. Ca. 1910.

Joseph Klausner era miembro del círculo de activistas políticos sionistas rusos de Odesa, que incluía a Ze'ev Jabotinsky y Menachem Ussishkin. Aunque no era un 'partidista', apoyó al sionismo revisionista. En julio de 1929, Klausner estableció el Comité Pro-Muro de las Lamentaciones para defender los derechos de los judíos y resolver problemas sobre el acceso y los arreglos para el culto en el Muro de los Lamentos. Su casa, en el barrio Talpiot en Jerusalén, fue destruida durante los motines árabes de 1929.
A pesar de su ideología sionista, Klausner tuvo numerosos desacuerdos con Jaim Weizmann. Ambos fueron candidatos en las elecciones presidenciales de 1949; encomo resultado de estas, Weizmann fue declarado el primer presidente de Israel.

## Carrera académica
Klausner obtuvo su doctorado en Alemania. Uno de sus libros más influyentes fue sobre Jesús. El libro Jesús de Nazaret, y su secuela, De Jesús a Pablo, le otorgaron fama. En él, Klausner describió cómo se entendía mejor a Jesús como un judío e israelita que estaba tratando de reformar la religión y murió como un judío devoto. Herbert Danby, un sacerdote anglicano, tradujo la obra del hebreo al inglés para que los eruditos ingleses pudieran aprovechar la información. Varios clérigos, indignados con Danby por traducir el libro, exigieron su retiro de Jerusalén. Más adelante en su carrera, se le otorgó una cátedra en Historia judía.
Amos Oz describió sus visitas de la infancia a la casa de Klausner en Talpiot y su impresión de la erudición de Klausner en sus memorias, Una historia de amor y oscuridad.

## Premios y reconocimientos

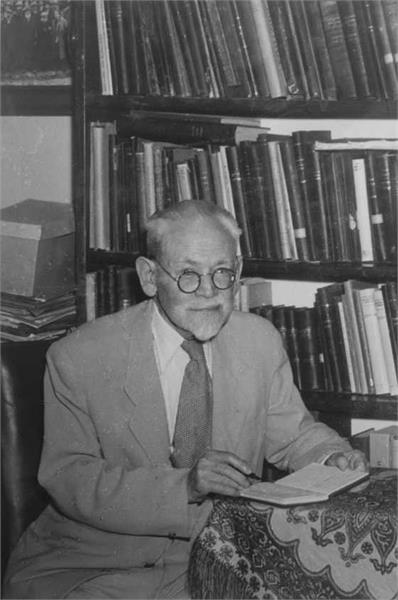
Joseph Klausner, 1945

Tanto en 1941 como en 1949, Klausner recibió el Premio Bialik de Pensamiento judío. En 1958, recibió el Premio Israel de Estudios judaicos. En 1982, en reconocimiento a sus logros académicos, el Estado de Israel emitió un sello con su fotografía.

## Obras publicadas
- Klausner, Joseph (1921). Jesus of Nazareth: His Life, Times & Teaching. New York: Macmillan.
- Klausner, Joseph (1932). A History of Modern Hebrew Literature (1785-1930). London: M. L. Cailingold.
- Klausner, Joseph (1942). From Jesus To Paul. New York: Macmillan.
- Klausner, Joseph (1954). The Messianic Idea in Israel: From Its Beginning to the Completion of the Mishnah. New York: Macmillan. ISBN 1-4917-7210-7.
- Klausner, Joseph (1989). Jesus of Nazareth: His Life, Times & Teaching (Reissued edición). New York: Bloch. ISBN 0819705659.